# Yusuf Dikeç
Yusuf Dikeç (Göksun, 1973. január 1. –) olimpiai ezüstérmes török sportlövő, civilben nyugalmazott rendőr. A 2024-es párizsi olimpián 10 méteres légpisztolyban ezüstérmet szerzett, amelyet követően nagy népszerűségre tett szert azzal, hogy a többséggel ellentétben bármiféle komolyabb felszerelés nélkül, zsebre tett kézzel lőve szerzett ezüstérmet. A sportolóról rengeteg internetes mém született.
A 2001 óta aktív Dikeç összesen öt olimpián vett részt hazája színeiben: 2008, 2012, 2016, 2020 és 2024.